# Умри други пут
Умри други пут (енгл. Die Another Day) је шпијунски филм из 2002. године и двадесети у серији Џејмс Бонд британског продуцента Eon Productions-а. Продуцирали су га Мајкл Вилсон и Барбара Броколи, а режирао га је Ли Тамахори. Четврти је и финални филм у ком глуми Пирс Броснан као измишљени агент MI6, Џејмс Бонд; такође је једини филм у ком Џон Клиз глуми Кјуа и последњи са Самантом Бонд као гђицом Манипени. Хали Бери глуми агента НСА-а, Џасинту „Џинкс” Џонсон, Бондову девојку. Радња прати Бонда док покушава лоцирати кртицу у британским обавештајним службама која га је издала и британског милијардера за којег се касније открива да је повезан са севернокорејским оперативцем којег је наизглед убио.
Умри други пут означава 40. годишњицу франшизе Џејмс Бонд; према томе, филм укључује референце на сваки од претходних филмова. Филм је добио помешане критике; неки критичари су похвалили Тамахоријеве смернице, али многима се није допало његово претерано ослањање на CGI, пласман производа и његов неоригинални заплет, као и негативци. Ипак, Умри други пут био је најпрофитабилнији филм Џејмс Бонд до тада неприлагођен инфлацији.

## Радња
Џејмс Бонд (Пирс Броснан) и још два јужнокорејца се инфилтрирају у Северну Кореју код пуковника Тан-Сун Муна (Вил Јун Ли), који илегално продаје оружје у замену за афричке дијаманте. Бонд поставља два Ц4 експлозива у куфер с дијамантима, док се детонатор налази у његовом ручном сату. Затим он се упознаје са Заом (Рик Јун), севернокорејским оперативцем који ради за Муна. Када му је Бонд предао дијаманте, Зао (користећи идентификацијски телефон) открива и каже пуковнику муну ко је Џејмс Бонд заиста. Пуковник Мун уништава потом хеликоптера у којем је дошао Бонд и каже му да зна који је његов прави идентитет. Управо тада, генерал Мун (Кенет Цанг), отац пуковника Муна, назове њега и каже му да ће ускоро стићи. Пуковник Мун наређује својим људима да убију Бонда и он улази у тенк. Бонд потом детонира Ц4 експлозив у куферу, након чега већина дијаманта завршава у лице Заоа. Бонд исто улази у један тенк и почиње да следи Муна, који је успешно побегао из пуцњаве. Током потере, пуковник Мун гине пошто је пао с водопада у језеро, а Бонда је ухапсила севернокорејска војска. Затварају га и муче 14 месеци.
Кад су њега заменили, Бондов статус агента 00 је поништен од стране М (Џуди Денч). Бонд се након изласка одлучује да сам нађе Заоа. У Хонгконгу он се састаје с господином Чангом и понуди му да ће му помоћи пронаћи Заоа јер је Зао убио три Чангова човека. Чанг проналази Заоа на Куби и ту информацију додаје Бонду даље: „Ако га пронађеш, реци му збогом од нас." Бонд се састаје с Раулом (Емилио Ечевариа) који му каже како је Зао лоциран на недалеком острву званом Исла Лос Органос, у клиници за генску терапију у којој пацијенти мењају свој изглед и идентитет. На обали, Бонд упознаје агентицу НСА-а Ђијасинту „Џинкс“ Џонсон (Хали Бери) и испрати је до клинике, где она убива једног од хирурга и на његовом столу проналази Заову собу.
Бонд је, међутим већ стигао код Заоа. Бонд неуспешно покушава добити информације од њега ко га је издао у Северној Кореји. Почиње тучњава између Бонда и Заоа. Потом Зао бежи из собе, Џинкс полази за њим, носећи један пиштољ. У потери за Заоа се укључује и Бонд, али Зао може успешно побећи хеликоптером. Џинкс зарони како би побела наоружаним чуварима клинике и улази у брод који ју је чекао пре острва. 
Бонд, код Раула, отвара привесак који је узео Заоу и проналази дијаманте. Уз Раулову помоћ, Бонд сазнаје да су то дијаманти из афричких подручја захваћених ратом (крвави дијаманти), што га води код Густава Грејвса (Тоби Стивенс).
Бонд проналази Грејвса у Лондону, где се милијардер (познат као „Краљ дијаманта"), спушта падобраном испред Бакингемске палате. Коначно наилазе један на другог у клубу за мачевање, где се Грејвс и Бонд упуштају у жестоки обрачун мачевима. На крају, Грејвс позива Бонда на забаву коју одржава на Исланду. Током исте сцене, Бонд такође упознаје Грејсову партнерицу за мачевање, Миранду Фрост (Розамунд Пајк).
У напуштеној подземној железничкој станици, М враћа Бонду његов статус као агент 00 и понуди му помоћ МI6-а за његову истрагу. Бонд сазнаје да Миранда Фрост такође ради за МI6. Пошто је добио своју опрему, Бонд одлази на Исланд, где се у Ледној палати одржава забава. Током забаве, Бонд сретне Џинкс.
Грејвс одржава презентацију о враћању планету, користећи контролу у хај-тек актовци у коме Грејвс активира сателит у свемиру који рефлектира сунчеве светлост на Ледену палату - претворивши ноћ у дан. Сви њему аплаудирају, а Грејвс потом каже: „Представљам вам Икар!"
Грејсов план, који подсећа на филмове Дијаманти су вечни, Операција Свемир и Златно Око, укључује састав свемирских сателита направљених од дијаманта који ће усмерити сунчеву енергију на мало подручје како би осветлио арктичке ноћи и пружио свој развој. 
Грејвс је заправо пуковник Мун који је се подвргнуо генској терапији и изменио је ДНК структуру. Наслов филма, Умри други дан, односи се на пуковника Муна који је преживео први сукоб са Џејмс Бондом. У наставку филма, Бонд каже Грејвсу: „Преживео си да умреш на други дан."
Џинкс покушава да уђе у Грејсову собу, али је спречава Зао. Пошто ју је спасио Бонд, она одлази по појачање. Бонд наставља истраживати ко је у праву Густав Грејвс. Открије прави идентитет Грејвса. Осим тога, открива како је Миранда Фрост двострука агентица и да је издала Бонда у Кореји. 
Бонд успева побећи из палате и сада је Икар окренут пуне снаге против њега. После успешног бекства, Бонд се враћа у ледену палату у исто време кад Грејвс и Фрост беже из ње. Бонд савлада Заоа у потери наоружаних возила, а онда спасава Џинкс из палате која се почела топити кад се Икар распао.
Бонд и Џинкс се потом враћају у Јужну Кореју и одлазе иза непријатељских линија (Северна Кореја) како би убили Грејвса. Искачу падобраном у Северну Кореју и планирају га убити из даљине. Нису искористили шансу и морају се укрцати као нормални путници у авиону с Грејвсом, његовим људима и генералом Муна. До тада генерал Мун није знао нови идентитет свог сина. Каже Грејвсу да он њему није син и то никад неће бити, па Грејвс њега после убије. 
У међувремену започињу два обрачуна, онај између Бонда и Грејвса у унутрашњем делу авиона и између Џинкс и Фростове у кокпиту. Грејвс, даљинским управљачем користи Икар како би очистио стазу кроз минирану демилитаризирану зону која раздваја Северну и Јужну Кореју. Грејвс планира како ће Северна Кореја напасти Јужну Кореју, Јапан и друге државе у близини. Икар може и бранити Северну Кореју уништавајући балистичке пројектиле или нуклеарне бомбе које би биле испаљене на државу или њене снаге од стране непријатеља. 
Бонд савлада Грејвса и баца га кроз прозор с падобраном. Грејвс успева се задржати рукама код прозора, али Бонд га одбацује у мотор авиона. Џинкс успева савладати Миранду пробовши јој нож у срце. Џинкс и Бонд тада одлазе у кокпит авиона како би спасили авион који се почиње сурвавати. 
У међувремену, у MI6-у, Манипени тестира Q-ове виртуалне наочаре па замишља како љуби Бонда, ваљда по први пут. Долази Q и проналази Манипени на поду како лежи на комичној пози.
Филм се враћа код Бонда и Џинкс који леже на једној напуштеној, тропској вили. Леже у кревету окружени дијамантима.

## Улоге
| Глумац          | Улога                  |
| --------------- | ---------------------- |
| Пирс Броснан    | Џејмс Бонд             |
| Хали Бери       | Џасинта „Џинкс” Џонсон |
| Тоби Стивенс    | Густав Грејвс          |
| Розамунд Пајк   | Миранда Фрост          |
| Рик Јун         | Танг Линг Зао          |
| Џуди Денч       | М                      |
| Џон Клиз        | Кју                    |
| Мајкл Мадсен    | Дамијан Фалко          |
| Саманта Бонд    | госпођица Манипени     |
| Колин Селмон    | Чарлс Робинсон         |
| Вил Јун Ли      | пуковник Тан-Сун Мун   |
| Кенет Цанг      | генерал Мун            |
| Михаил Горевој  | Владимир Попов         |
| Емилио Ечевариа | Раул                   |